# Semilavorato
Con il termine semilavorato o prodotto intermedio si intende un particolare prodotto che necessita di ulteriori lavorazioni per essere commercializzato come prodotto finito. In altre parole, il semilavorato non ha altra funzione che non sia la sua successiva lavorazione.
Il concetto di semilavorato non va confuso con quello di prodotto in corso di lavorazione.

## Definizione
Il D.p.r. n. 1496 del 30 dicembre 1970 fornisce la seguente definizione di semilavorati:

## Esempi di semilavorati
Un esempio di semilavorato nel campo dell'edilizia è la piastrella, mentre in ambito tessile è il tessuto di cotone, che sarebbe un primo semilavorato, mentre un secondo semilavorato sarebbe il tessuto colorato e il terzo semilavorato sarebbe il tessuto colorato e cucito. Non c'è una quarta lavorazione perché fatto questo il prodotto diventa un prodotto finito.
Nell'industria chimica esistono molti casi di prodotti intermedi. Ad esempio la maggior parte dell'etilene prodotto viene utilizzato per sintetizzare altre sostanze chimiche. A loro volta, alcuni prodotti dell'etilene (tra cui etilbenzene, ossido di etilene, acetaldeide, 1,2-dicloroetano) costituiscono dei prodotti intermedi, in quanto vengono utilizzati per la sintesi di altre sostanze, mentre altri prodotti dell'etilene (tra cui polietilene) costituiscono il prodotto finale.
Nella meccanica, un particolare che ha un ciclo di lavorazione articolato in diverse fasi (dalle materie prime al prodotto finito, es: fusione corpo, lavorazioni meccaniche, pulimentatura, verniciatura, montaggio componenti) è un semilavorato quando si trova in corrispondenza di una delle lavorazioni intermedie previste, a meno che non sia stabilito a priori che anche una di queste (per ragioni tecnico-commerciali) possa essere fornito come articolo finito. Questo accade in realtà in ciascun settore, dato che un semilavorato (avendo codice articolo specifico) può essere oggetto di vendita come fosse un finito (a differenza dei prodotti in corso di lavorazione).